# Annonacina
L'annonacina è una sostanza organica naturale appartenente alla classe delle acetogenine, isolata da piante appartenenti alla famiglia delle annonaceae.